# Vodnjak Trevi
Vodnjak Trevi (italijansko Fontana di Trevi) je vodnjak v okrožju Trevi v Rimu v Italiji, ki ga je zasnoval italijanski arhitekt Nicola Salvi, dokončali pa so ga Giuseppe Pannini in številni drugi. Z višino 26,3 metra in širino 49,15 metra je največji baročni vodnjak v mestu in eden najbolj znanih vodnjakov na svetu.
Vodnjak je nastopil v več pomembnih filmih, med drugim v Rimske počitnice (1953), eponim Three Coins in the Fountain (1954), La Dolce Vita Federica Fellinija (1960), The Lizzie McGuire Movie (2003) in Sabrina Goes to Rome (2003) 1998).

## Zgodovina pred letom 1629
Vodnjak na stičišču treh poti (tre vie) označuje končno točko "sodobnega" Acqua Vergine, oživljenega Aqua Virgo, enega od rimskih  akvaduktov, ki so oskrbovali z vodo stari Rim. Legenda pravi, da so bili vojaki, ko so se vračali v Rim s svojih vojaških zadolžitev pod poveljstvom rimskega vojskovodje Marka Vipsanija Agripe v 1. st. pr. n. št., neizmerno žejni. V trenutku največje žeje se jim je prikazala devica in pokazala mesto, kjer je bila acqua virgo, kar v latinščini pomeni čista ali deviška voda. Na vodnjaku Trevi lahko na enem izmed reliefov na desni strani vodnjaka vidimo tudi upodobitev te legende.
Ta akvadukt Aqua Virgo je pripeljal vodo tudi v Agripove terme. Rimu je služil več kot 400 let in mu služi še danes.

## Izvor imena
Ime vodnjaka izvira iz latinske besede Trivium (križišče treh poti). Če gledamo vodnjak, v središču vidimo kip Okeana, ki ima dolgo brado (sinonim za modrost) in žezlo. Kip je tik v središču ulic De 'Crocicchi, Poli in Delle Muratte.

## Rimski akvadukti
V 6. stoletju akvadukti niso bili dobro vzdrževani, 14 delujočih pa je bilo poškodovanih zaradi invazije Ostrogotov.
Akvadukt je vodo pripeljal do vodnjaka Trevi, potem ko jo je zbral 10 km od italijanske prestolnice.
Akvadukt je v uporabi še danes, kljub nekaterim posegom, med katerimi je vodnjak ostal prazen. Eden od vzrokov naj bi bila voda brez kalcija.

## Naročilo, oblikovanje in izvedba
Leta 1629 je papež Urban VIII., ki je menil, da je bil prejšnji vodnjak premalo dramatičen, prosil Berninija, naj opiše možne prenove, vendar so projekt opustili, ko je papež umrl. Čeprav Berninijev projekt ni bil nikoli zgrajen, je v vodnjaku, kakršen obstaja danes, veliko Berninijevih Idej. Obstaja tudi zgodnji, vpliven model Pietra da Cortone, ohranjen v dunajski Albertini, pa tudi različne skice iz zgodnjega 18. stoletja, večinoma nepodpisane, pa tudi projekt, pripisan Nicoli Michettiju, eden pripisan Ferdinandu Fugi in francoskemu oblikovalcu Edméju Bouchardonu.
V času baroka so pri oblikovanju stavb in vodnjakov postala priljubljena tekmovanja,  tudi za Španske stopnice. Leta 1730 je papež Klemen XII. organiziral tekmovanje, na katerem je Nicola Salvi sprva izgubil proti Alessandru Galileiju - vendar je bil zaradi negodovanja v Rimu zaradi zmage Florentinca Salviju vseeno dodeljeno naročilo. Dela so se začela leta 1732.
Salvi je umrl leta 1751 z na pol dokončanim delom, vendar je poskrbel, da neprijeten grb ne bi pokvaril kompozicije in ga skril za izklesano vazo, ki so jo Rimljani poimenovali asso di coppe (As – igralna karta), zaradi svoje podobnosti s karto v Tarotu. Za dokončanje okraskov vodnjaka so bili najeti štirje različni kiparji: Pietro Bracci (čigar kip Okeana sedi v osrednji niši), Filippo della Valle, Giovanni Grossi in Andrea Bergondi. Giuseppe Pannini je bil najet kot arhitekt.
Vodnjak Trevi je leta 1762 dokončal Pannini, ki je nadomestil sedanje alegorije za načrtovane skulpture Agripe in Trivije, rimske device. Uradno ga je odprl in otvoril 22. maja papež Klemen XIII.
Večina okrasa je narejena iz travertina, izkopanega v bližini Tivolija, približno 35 kilometrov vzhodno od Rima.

## Obnove
Vodnjak so leta 1988 enkrat prenovili, da bi odstranili razbarvanje zaradi smoga in spet leta 1998; kamnoseštvo so očistili in vse razpoke ter druga območja propadanja popravili usposobljeni obrtniki, vodnjak pa je bil opremljen z recirkulacijskimi črpalkami.
Januarja 2013 je bilo objavljeno, da bo italijansko modno podjetje Fendi sponzoriralo 20-mesečno 2,2 milijona evrov vredno obnovo vodnjaka; naj bi bila to najbolj temeljita obnova v zgodovini vodnjaka.
Obnovitvena dela so se začela junija 2014 in zaključila novembra 2015. Vodnjak je bil z uradno slovesnostjo ponovno odprt 3. novembra 2015. Obnova je vključevala namestitev več kot 100 LED luči za izboljšanje nočne osvetlitve vodnjaka.

## Ikonografija
Ozadje vodnjaka je Palazzo Poli, ki ima novo fasado s kolosalnim redom korintskih pilastrov, ki povezujeta dve glavni nadstropji. Ukrotitev voda je tema velikanske sheme, ki se vrti naprej, meša vodo in kamnine ter zapolnjuje majhen trg. Tritoni vodijo Okeanovo školjčno kočijo, ki kroti hipokampa.
V sredini je na fasadi palače postavljen robustno modeliran slavolok. Središčna niša ali eksedra, ki uokvirja Okeana, ima samostoječe stebre za največjo svetlobo in senco. V nišah ob Okeanu, Obilje razliva vodo iz njegove školjke, Zdravje pa drži skodelico, iz katere pije kača. Zgoraj reliefi ponazarjajo rimski izvor akvaduktov. Tritoni in konji zagotavljajo simetrično ravnovesje z največjim kontrastom v njihovem razpoloženju in pozah.

## Metanje kovancev
Kovance naj bi metali z desno roko čez levo ramo. Znana popevka Three Coins in the Fountain govori, da mora vsak, ki se želi še kdaj vrniti v Rim, vanj čez ramo vreči kovanec in teh naj bi se samo v enem dnevu nabralo za 3000 evrov.
Leta 2016 je bilo v vodnjak vrženih približno 1,4 milijona EUR. Denar je bil porabljen za subvencioniranje supermarketa za revne Rimljane; vendar redno poskušajo ukrasti kovance iz vodnjaka, čeprav je to nezakonito. 

## Galerija
- Vodnjak Trevi
- Vodnjak ponoči
- Papeški grb pri vodnjaku
- Vodnjak Trevi, gledano z desne strani

## V popularni kulturi
Leta 1973 je italijanska nacionalna poštna služba namenila poštno znamko fontani Trevi.
V filmu iz leta 2003 "The Lizzie McGuire Movie" je Lizzie vrgla kovanec v fontano Trevi in si zaželela nemoteno jadranje v prihodnjih srednješolskih letih.